# Orkanen Camille
Orkanen Camille var en våldsam tropisk cyklon i augusti 1969 som drabbade framförallt USA:s kustområden utmed Mexikanska golfen. Särskilt hårt drabbades delstaten Mississippis kustområden där orkanens öga (centrum i cyklonen) nådde fastlandet 17 augusti. Camille är en av bara tre tropiska orkaner av kategori 5 på Saffir–Simpsons orkanskala som drabbat USA och ovädret rankas än idag som en av de kraftigaste tropiska cykloner som någonsin registrerats i Atlanten och Karibiska havet. Ingen annan orkan som drabbat USA har haft så höga vindhastigheter som Camille.
Camille blev en tropisk storm i västra delen av Karibiska havet den 14 augusti. Efter att ha korsat västra Kuba som en kategori 2 orkan skedde en drastisk ökning i vindstyrkorna 16-17 augusti samtidigt som lufttrycket i ögat sjönk mycket snabbt. På kvällen den 16 augusti hade lufttrycket i ögat sjunkit till bara 905 hectopascal/millibar och varaktiga vindhastigheter på hela 85 m/s (306 km/h) uppmättes med betydligt kraftigare byar. Lufttrycket var f.ö när det uppmättes det näst lägsta som dittills uppmätts i en tropisk cyklon på västra halvklotet.
När ovädret nådde fram till Gulfkusten 17 augusti hade lufttrycket stigit en aning (909 hektopasacal) men vindhastigheten var oförändrad. Medelvinden var fortfarande ca 305 km/h med byar som beräknats till uppemot 350 km/h. Enligt vissa beräkningar var vindhastigheten ännu högre, över 90 m/s (324 km/h) i medelvind när orkanens öga nådde gulfkusten. Camille hade därmed lika höga vindhastigeter som Tyfonen Tip som härjade i Stilla havet 1979. Förödelsen var i det närmaste total i Mississippis kustområden, även riktigt solida byggnader i tegel och betong jämnades med marken av vinden och storm surge (stormflod) - den kraftiga höjning av havsnivån som en tropisk cyklon alltid orsakar. Räddningsmanskap beskrev förödelsen som om man släppt en atombomb över området. Även i granndelstaten Alabama var skadorna stora. Tack vare att det drabbade området inte var så tättbefolkat och Camille en ganska liten cyklon undveks ändå en katastrof av en magnitud som aldrig skådats i USA. Ändå blev 5000 hem jämnade med marken och över 13000 fick svåra skador.
Orkanen dödade 143 människor utmed gulfkusten och ytterligare 113 längre in i land när våldsamma skyfall orsakade översvämningar och jordskred. När det gäller lägsta lufttrycket i ögat kommer Camille på delad sjunde plats med Orkanen Mitch bland de mest intensiva tropiska orkanerna på västra halvklotet. När det gäller vindhastigheter är den fortfarande delad etta med Orkanen Allen

## Övrigt
- Den stormflod som Camille orsakade när ovädret nådde Gulfkusten höjde havsnivån upp till 7,6 meter vilket var en rekordnotering för tropiska cykloner i Atlanten fram tills augusti 2005 när Orkanen Katrina orsakade en stormflod på upp till 10,4 meter över normalvattenståndet.
- Gränsen för en F5-tornado (högsta kategorin) enligt de omarbetade Fujitaskalan, numer kallad EF-skalan (Enhanced Fujita scale) är  89,5 m/s (322 km/h). Med en beräknad medelvindhastighet på 85 m/s när orkanen drog in över land nådde vindhastigheten därmed nästan F5 styrka, möjligen nåddes t.om denna gräns med vindbyar som med ganska bred marginal passerade gränsen för en F5-tornado.
- Den högsta vindhastighet som någonsin uppmätts i en tropisk cyklon är en vindby på 113 m/s (408 km/h) i Cyklonen Olivia utanför Australiens västkust 1996.
- Den högsta vindhastighet som uppmäts över huvud taget är 133 m/s (480 km/h) i en F5 tornado utanför Oklahoma City, USA 1999. Osäkerheten är dock

+-32 km/h